# Championnats d’afrique région centre de Karaté 2024
 (juillet 2024).
Les Championnats d'Afrique UFAK Région Centre est une compétition annuelle de karaté qui réunit les pays de la région centre de l'Afrique. Elle permet aux athlètes de différentes catégories d'âge (cadets, juniors et seniors) de s'affronter dans les disciplines du kata et du kumité. La compétition est également l'occasion pour les juges, arbitres et entraîneurs de se perfectionner en passant des examens qualificatifs. 
Enfin, les Championnats d'Afrique Région Centre marquent une étape importante dans la structuration du karaté dans la région, avec la mise en place d'un directoire qui reflète la maturité acquise par les membres de la région.  reprennent vie après une année d'interruption en 2023, due à des contraintes indépendantes de la volonté des pays membres de la région. La 14ème édition se tiendra  le 10 juillet 2024 au gymnase de Mfandena à Yaoundé précisément au  Cameroun.
La Région Centre souhaite également obtenir un accompagnement en matériel et équipements de la part de la World Karate Federation (WKF) et de l'Union des Fédérations Africaines de Karaté (UFAK). Cette rencontre sera également l'occasion de mettre en place un directoire, reflétant la maturité acquise grâce aux conseils et aux encadrements reçus.

## Pays participants
Les pays suivants participeront aux Championnats d'Afrique UFAK Région Centre :
| Rang | Pays                             | Médailles |
| ---- | -------------------------------- | --------- |
|      | Tchad                            |           |
|      | Cameroun                         | 30        |
|      | République du Congo              | 12        |
|      | Gabon                            |           |
|      | République démocratique du Congo | 17        |
|      | Sao Tomé-et-Principe             |           |
|      | République centrafricaine        |           |
|      | Guinée équatoriale               |           |
|      | Burundi                          |           |

## Catégories Retenues pour la compétition
Les catégories retenues dans le cadre des Championnats UFAK-RC sont contenues dans le tableau ci-dessous: 
| Catégories | Tranches d’âge | Type de compétition | Garçons                                    | Filles                                     |
| ---------- | -------------- | ------------------- | ------------------------------------------ | ------------------------------------------ |
| Cadets     | 14-15 ans      | Kumité              | 52 KG; -57Kg ; -63Kg ; -70Kg, +70 Kg       | -47Kg ; -54Kg ; -61Kg ; +61Kg              |
| Cadets     | 14-15 ans      | Kata                | Individuel                                 | Individuel                                 |
| Juniors    | 16-17 ans      | Kumité              | -55 KG; -61Kg ; -68Kg ; -76Kg, +76 Kg      | -48Kg ; -53Kg ; -59Kg ; -66Kg ; +66Kg      |
| Juniors    | 16-17 ans      | Kata                | - Individuel - Equipe (à partir de 15 ans) | - Individuel - Equipe (à partir de 15 ans) |
| Seniors    | 18 ans et plus | Kumité              | -60 KG; -67Kg ; -75Kg ; -84Kg, +84 Kg      | -50Kg ; -55Kg ; -61Kg ; - 68Kg ; +68Kg     |
| Seniors    | 18 ans et plus | Kata                | - Individuel - Equipe (plus de 16 ans)     | - Individuel - Equipe (plus de 16 ans)     |

## Récompenses
| Competition | Categories | 1er place | 2e place | 3e place | 3e place | Trophée général |
| ----------- | ---------- | --------- | -------- | -------- | -------- | --------------- |
| Kata        | Individuel |           |          |          |          |                 |
| Kata        | Équipe     |           |          |          |          |                 |
| Kumité      | Individuel |           |          |          |          |                 |